# チャーリー・バーネット (1954年生)
チャーリー・バーネット（英語: Charlie Barnett、1954年9月23日 - 1996年3月16日）は、1970年代後半から1980年代はじめ頃に活躍したアメリカ合衆国のスタンダップコメディアン、俳優である。

## 略歴
1954年にウェストバージニア州ブルーフィールドで生まれる。父親は精神疾患を患い、母親はアルコール依存症だったため祖母に育てられた。11歳のときにブルーフィールドを飛び出し母親が住むボストンに移るが、わずか1年後には母親に追い出されてしまい、不良集団に加わって違法薬物や窃盗などの犯罪に加担した。
19歳になってニューヨークに移り住んだ彼は、独学でコメディアンとしてのスキルを身に着けていき、1970年代後半ごろからワシントン・スクエア公園で披露するスタンダップコメディの人気者になった。一般にはほとんど知られていないが、当時の彼のパフォーマンスは多くのスタンダップコメディアンにとって今日でも伝説になっているという。
1980年に『サタデー・ナイト・ライブ』のオーディションを受けたとき、番組のプロデューサーは彼を受け入れる準備が出来ていたが、バーネットはそのチャンスを放棄した。原因は彼の識字力の低さにあり、カメラの近くに置かれるキューカード（カンニングペーパー＝カンペ）を素早く読み取れないからだった。後に彼は「人前で文字を読むのが怖かった」と告白している。その結果バーネットのために用意されていたポストに就いたのは19歳のエディ・マーフィだった。
1983年に『D.C.キャブ』で映画デビュー。1984年に始まった『特捜刑事マイアミ・バイス』の情報屋ヌーギー役で一般にも広く知られるようになった。しかし番組出演中に違法薬物に関わっていたことから主演のドン・ジョンソンが彼との共演を拒んだため、出演回数はわずか6回に留まった。ドン・ジョンソンも違法薬物に手を出した経験があるが、番組が始まる前に苦労の末克服した経緯がある。
薬物の乱用からHIVに感染し、1996年3月に合併症により41歳で亡くなった。

## 出演作品
| 公開年    | 邦題 原題                             | 役名                     | 備考                        |
| --------- | ------------------------------------- | ------------------------ | --------------------------- |
| 1983      | D.C.キャブ D.C.Cab                    | タイロン・バイウォーター |                             |
| 1984-1987 | 特捜刑事マイアミ・バイス Miami Vice   | ヌーギー・ラモント       | テレビシリーズの6エピソード |
| 1985      | パトカーアダム30 T.J.Hooker           | シドニー                 | テレビシリーズの1エピソード |
| 1985      | 狙われた二人 My Man Adam              | リロイ                   |                             |
| 1985      | Beer                                  | 本人                     |                             |
| 1986      | ノーバディーズ・フール Nobody's Fool  | ニック                   |                             |
| 1986      | Charlie Barnett's Terms of Enrollment | 多数の役                 | ビデオリリース              |
| 1988      | Mondo New York                        | 本人                     | ドキュメンタリー            |
| 1992      | Def Comedy Jam                        | 本人                     | コメディショー              |
| 1996      | They Bite                             | Larry                    | コメディショー              |